# 夕張保険金殺人事件
夕張保険金殺人事件（ゆうばりほけんきんさつじんじけん）とは、1984年（昭和59年）5月5日に北海道夕張市鹿島（大夕張）で発生した、火災保険および生命保険の保険金詐取を目的とした放火殺人事件。
首謀者の暴力団組長夫婦が実行犯に放火を指示して犯行に及んだものとされ、夫婦は首謀者として死刑判決を受けた。恩赦による減刑を期待して控訴を取り下げ、自ら刑を確定させたが、期待に反して恩赦は行われず、1997年（平成9年）に戦後初めて夫婦揃って死刑が執行された。

## 事件の背景
首謀者のH（逮捕当時41歳）は、1943年（昭和18年）に様似郡様似町の7人兄弟の6番目として産まれた。家族が夕張市へ移住した6歳の時に父を失い、母子家庭で育ったHは兄たちの影響で非行を繰り返した。小学6年生の時から15歳まで紋別郡遠軽町の教護院（家庭学校）で過ごし、その後はトラック運転手や炭鉱労働者、調理師見習いなどを経て、17歳の頃から暴力団員として活動するようになった。1969年（昭和44年）に結婚して1児をもうけている。
もう一人の首謀者であるHの妻（逮捕当時38歳）は、1946年（昭和21年）に7人兄妹の4女として夕張市で産まれた。地元では高校時代は不良として有名だったが、卒業後は上京して美容師学校に1年間通った。しかし、間もなくして夕張に戻り、交際していた暴力団員と結婚、1児をもうけたが、夫は癌で死亡した。その後、彼女は市内のバーでホステスをしていた際に、客として店に来ていたHと知り合って意気投合し、彼女を気に入ったHは最初の妻と離婚して、2人は1972年（昭和47年）に再婚した。その後、2人の間にはさらに1児が生まれ、2人は合計3人の子供を持つことになった。
2人は1970年（昭和45年）頃から三菱大夕張炭鉱の下請会社「H班」を設立して社長夫婦になり、炭鉱作業員を斡旋する手配師業を行うようになった。1976年（昭和51年）には社名を「有限会社H興業」「有限会社H商事」とする一方で、暴力団「誠友会」の総長と知り合い、その下部組織となる暴力団「H組」を立ち上げて、金融業や水商売も手掛けた。しかし、夫は暴力事件や覚醒剤所持、銃刀法違反などで有罪判決を受け、刑務所で服役するなどしていたため商売にならず、実際の会社経営は妻が取り仕切っていた。1977年（昭和52年）に会社は一旦倒産するも、間もなく「有限会社K工業（Kは大夕張の字名）」や「H班」などを相次いで設立・再興し、妻は女手ひとつで手配師業を続けていた。
そのような状況を一変させたのが、1981年（昭和56年）10月に発生した北炭夕張新炭鉱ガス突出事故であった。この時も服役中の夫に代わって妻が「H班」を仕切っていたが、「H班」が現場に派遣していた作業員7人が事故で死亡し、その作業員達にかけられていた多額の死亡保険金が会社に振り込まれたのである。作業員の遺族に支払われた分を除いても、H夫婦の手元には6000万円ほどが残ったという。
思いがけず大金を手にしたH夫婦は、夫が刑務所から戻った後、夕張市南部青葉町の夕張川を望む地に白亜2階建ての自宅兼事務所を新築し、子供達にポニーを買い与えたほか、妻が経営するスナックの改装やアクセサリー店・ダイエット食品店の開業、さらに高級車リンカーンをはじめとする数々の奢侈品を買い漁るなど浪費を重ね、わずか2年足らずで保険金を使い果たしてしまった。
もともと1970年代から閉山が相次いでいた夕張の炭鉱業が、新炭鉱での事故をきっかけに急速に衰退したこともあり、多額の借金を負ったH夫婦の生活は困窮した。そこで、H夫婦は札幌で新たにデートクラブを開業しようと考え、そのための資金を得る目的で、今度は意図的な保険金詐欺の計画を立案するに至る。

## 事件の経緯

### 事件発生
1984年（昭和59年）5月5日22時50分頃、北海道夕張市鹿島栄町1番地の旧三菱石炭鉱業大夕張鉄道線大夕張駅前の栄町商店街にあったH興業の作業員宿舎（旧鹿島旅館）から出火し、建物が全焼する。宿舎内にいた作業員4人と、住み込みの寮母の長女（当時13歳）と長男（11歳）が焼死したほか、消火活動にあたっていた消防士1人が宿舎の倒壊に巻き込まれて殉職する事態となった。また、逃げ場を失って2階から飛び降りた作業員のI（当時24歳）が両足骨折の重傷を負い、病院に搬送された。
夕張警察署と夕張市消防局の現場検証の結果、この日は新人作業員の入寮を祝う宴会が22時頃まで行われており、その際のジンギスカン鍋に使った焼肉プレートか石油ストーブの不始末が火災の原因と認定された。保険会社はこの認定に基づき、全焼した宿舎にかけられていた火災保険金と、死亡した作業員4人にかけられていた死亡保険金の合計1億3800万円をH夫婦に支払った。これにより再び多額の保険金を得たH夫婦であったが、H夫婦はこれらの保険金も1ヶ月ほどでほとんど使い果たしたという。

### Iの自首と事件の真相
火災から2ヶ月が経過した同年7月18日、入院していた作業員のIが突如として病院から失踪した。8月15日、Iは失踪先の青森県青森市から夕張警察署に電話をかけ、宿舎の火災はH夫婦が保険金の詐取を目的としてIに指示して放火させたものであることを告白した。H夫婦の夫が組長をしていた暴力団「H組」の若手組員であったIは、事件の当日、H夫婦の指示により新人作業員になりすまして宿舎に入り込み、他の作業員と子供達が全員眠った後に放火を実行したのである。しかし、Iは前もってH夫婦から500万円の報酬を約束されていたにもかかわらず、実際には75万円しか支払われなかったため、IはH夫婦に対して不信感を抱くようになり、このままでは事件の真相を知っている自分もいずれ口封じのために殺されるのではないかと恐れて病院から逃亡し、青森まで逃げた後、警察に保護を求めて自首を決意したことを語った。
また、IはH夫婦の指示に従って宿舎に放火したものの、保険金の対象外だった子供2人だけは助けようとしたが、予想以上に火の周りが早くなって救出は叶わず、I自身も逃げ遅れて2階から飛び降りる以外に助かる方法がなかったことも自供した。Iは、自分の放火によって保険金と無関係だった子供2人の命まで奪ってしまったことにずっと罪悪感を感じ続け、その罪悪感に耐えられなくなったことも、自首した理由の1つだったと述べている。
このIの自首と供述によって、H夫婦は8月19日に逮捕された。

## 刑の確定

### 裁判
H夫婦は、札幌地方裁判所で行われた一審の裁判において、放火の目的は火災保険金のみであって作業員の生命を奪うつもりはなかったと主張した。実際に焼死者が出たのは「中にいる人間が逃げられるようにやれ」と部下のIに指示したにもかかわらずIが従わなかったためだと主張した。これに対して検察側は、「作業員達に酒を飲ませて就寝後に放火させたのは、保険金殺人を目的とした確定的殺意が認められる」と主張し、H夫婦に対する死刑を求刑した。
札幌地裁は1987年（昭和62年）3月、首謀者のH夫婦について殺人の未必の故意を認め、共謀共同正犯として夫婦共に責任を認定して死刑判決を言い渡した。一方、Iは実行犯であったものの、警察に自首して事件の真相解明に貢献した点を考慮して無期懲役判決になった。Iは控訴せず、そのまま刑が確定した。H夫婦は直ちに札幌高等裁判所へ控訴したが、1988年（昭和63年）10月に突如として控訴を取り下げ、自ら死刑判決を確定させた。これにより、H夫婦の妻は戦後の日本において史上4人目の女性死刑囚となった。

### 罪状と恩赦
H夫婦が控訴を取り下げた理由は、自らの罪を反省して潔く死刑判決を受け入れる決意をしたからではなく、恩赦に期待したためであった。
1988年（昭和63年）当時は昭和天皇の病状が重篤であり、仮に天皇が崩御すれば死刑囚に対して恩赦が行われ、これによってH夫婦は死刑執行を免れるものと期待した。過去にも明治天皇や大正天皇が崩御した際には殺人犯のような重罪人であっても恩赦によって刑が減刑されており、戦後も1952年（昭和27年）のサンフランシスコ講和条約締結時に、死刑囚であっても殺人罪のみであれば恩赦で無期懲役に減刑されていた。ただし、恩赦の対象となるには刑が確定している必要があり、裁判が継続中の者は恩赦の対象にならないため、H夫婦は恩赦の対象に選ばれるためにわざと控訴を取り下げたのであった。当時、H夫婦以外にも、弁護士の提案などにより、恩赦を期待して控訴や上告を取り下げた被告人が少なからず存在した（H夫婦と同じく地裁で死刑判決を受けて控訴中だった2人の男を含む）。
しかし、H夫婦の期待は外れ、昭和天皇崩御に際しては、懲役受刑者や禁錮受刑者や死刑囚に対する恩赦は一例も行われなかった。そもそもH夫婦の罪状は保険金詐取を目的とした放火殺人であり、放火殺人は減刑令第7条の規定により恩赦の対象外であるため、仮に恩赦が行われたとしてもH夫婦が対象に選ばれる可能性はなかったと考えられる。その後、皇室慶事に伴う恩赦が二度（1990年（平成2年）の新天皇の即位と、1993年（平成5年）の皇太子の成婚）行われたが、いずれもH夫婦が恩赦の対象に選ばれることはなかった。

### 死刑執行
恩赦の期待を絶たれたH夫婦は、1996年（平成8年）5月に「死刑判決を受け、精神的にも不安定で法律の知識もないままに恩赦があると誤認した」として札幌高裁に控訴審の再開を申請したが認められず、最後の望みを託して最高裁判所に提出した特別抗告も1997年（平成9年）5月31日に棄却された。これをもってH夫婦は完全に打つ手がなくなり、約2ヶ月後の同年8月1日に札幌刑務所の刑場で夫婦共に死刑が執行された。日本における女性死刑囚の死刑執行は、1970年（昭和45年）に執行された女性連続毒殺魔事件以来27年ぶりで戦後3例目であった。

### 現在の事件現場

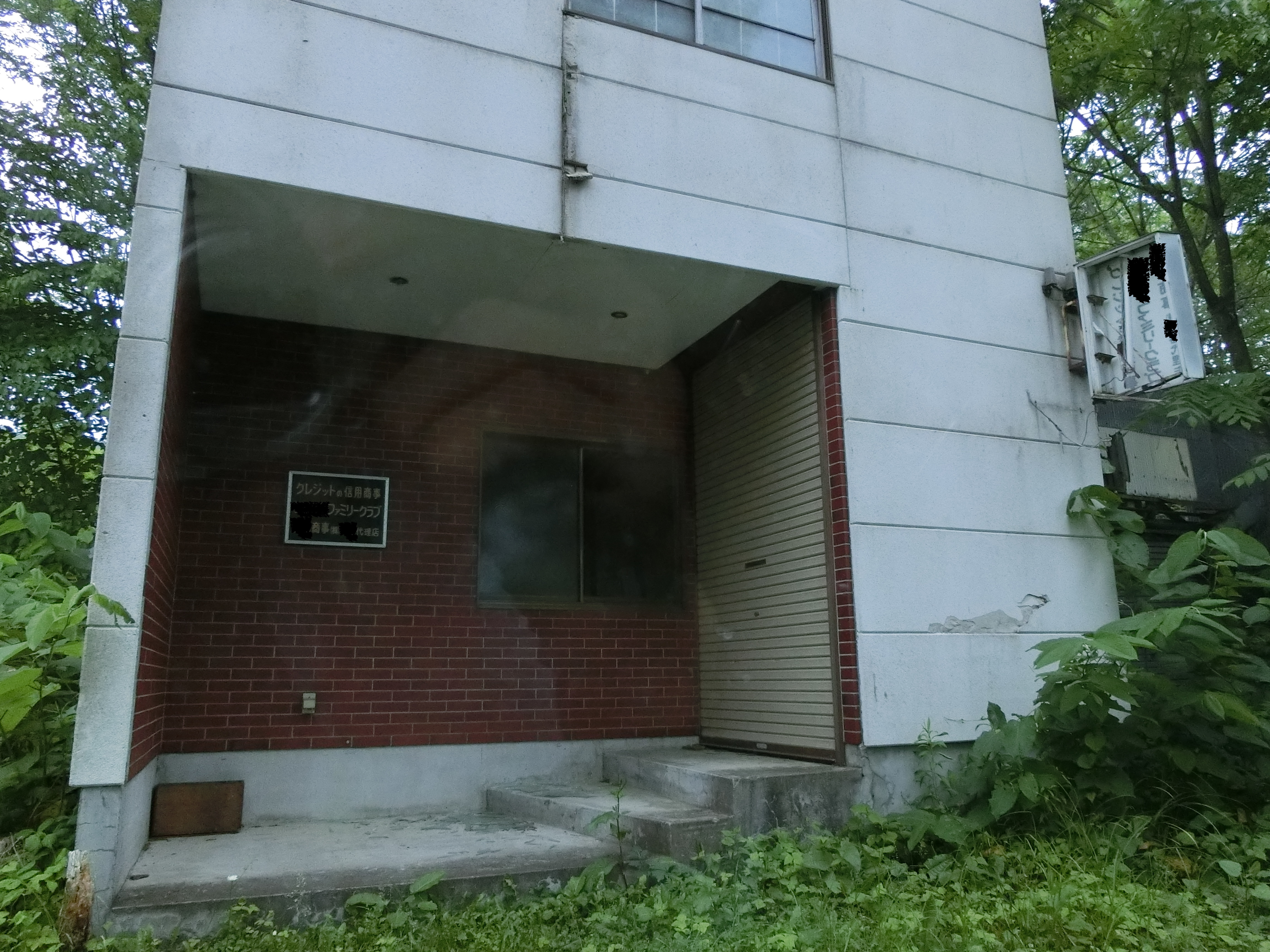
2018年時点でのH興業事務所。看板や表札が残っている。（看板の裏側は残存）
座標:

H夫婦が経営していたH興業は、経営者の夫婦二人とも逮捕されたことにより業務が停止し、そのまま倒産して廃業となった。事件現場となった作業員宿舎があった場所は事件後放置され、植物が繁茂する空き地となっていた。その後、大夕張は夕張シューパロダムの建設に伴い全住民が移転し無人となり、さらには2014年（平成26年）3月のダム試験湛水開始により、作業員宿舎があった鹿島栄町は全域が水没した。
一方、H夫婦が自宅兼事務所を構えていた南部青葉町は、炭鉱の閉山により過疎化が顕著に進んだものの、かつてH夫婦の自宅兼H興業の事務所であった建物は、H夫婦が処刑されてから20年以上が経過した2018年（平成30年）現在も、北海道特有の苛酷な気候の影響や侵入者による破壊行為により半壊しながらも廃墟の形で存在しており、建物入口には写真のように「クレジットの信用商事　Sファミリークラブ　H商事　（株）S代理店」と書かれた看板や表札が残されている。